# Institut regionů Evropy
Institut regionů Evropy (IRE) je vědecký institut se sídlem v Salcburku (Rakousko), který je součástí soukromé nadace Institut regionů Evropy založené v roce 2004.

## Cíle
Institut regionů Evropy (IRE) byl založen 1. prosince 2004 bývalým zemským hejtmanem spolkové země Salcbursko Franzem Schausbergerem s cílem vytvořit fórum pro evropské regiony, obce a podniky. Založením IRE vznikla přeshraniční a nadstranická organizace, která se díky zvyšujícímu se významu regionů a měst vyplývajícímu z ratifikace Lisabonské smlouvy mimo jiné pokouší odstraňovat nedostatek informací a využívat ekonomický potenciál regionů skrze vnitrostátní a přeshraniční spolupráci evropských regionů a obcí. Toto platí pro nové členské státy EU, ale i pro kandidátské země, případně každý stát, který o tento status usiluje.
Důležitým úkolem je vytvoření kontaktní sítě mezi regiony, obcemi a podnikatelskými subjekty, díky které dochází ke snadnějšímu prosazování jejich zájmů především v oblasti ekonomiky.
IRE svými aktivitami a iniciativami podporuje proces regionalizace a decentralizace a je kontaktním místem pro tuto problematiku.

## Členové
V současné době je členem sítě IRE přes 120 regionálních a lokálních subjektů z více než 19 zemí Evropy. Členové a podporovatelé IRE jsou jednak evropské regiony, města a obce a jednak významné podniky. Členská základna se neustále rozrůstá.

## Board of Patrons
Činnost IRE odpovídá myšlence „Evropa regionů“ na základě principu subsidiarity, který představuje jeden z nosných pilířů Evropské unie.
Členové „Board of Patrons“ podporují vytyčené cíle Institutu regionů Evropy (IRE).
- Benita Ferrero-Waldner – rakouská ministryně zahraničí (2000–2004), komisařka pro vnější vztahy a evropskou sousedskou politiku (2004–2010)
- Hubert von Goisern – rakouský písničkář a muzikant
- Johannes Hahn – komisař EU pro regionální politiku
- Jean-Claude Juncker – lucemburský předseda vlády, předseda Eurogroup (2005–2013)
- Ivo Josipović - Chorvatský prezident
- Helmut Kohl – německý spolkový kancléř (1982–1998)
- Wolfgang Schüssel – rakouský spolkový kancléř (2000–2007)
- Karel Schwarzenberg – český ministr zahraničí (2007–2013)
- Edmund Stoiber – předseda zemské vlády Svobodného státu Bavorsko (1993–2007)
- Theo Waigel – německý spolkový ministr financí (1989–1998)
- Helmut Zilk † – starosta Vídně (1984–1994)

## Stážistický program
IRE nabízí mladým lidem ze všech evropských regionů možnost absolvovat stáž v sídle institutu v Salcburku, a to díky zavedenému stážistickému programu, kterého se zúčastnilo již více než 120 studentů různých studijních oborů z mnoha evropských zemí. V rámci stáže je vypracovávána vědecká práce zaměřená na evropskou a regionální politiku, jež je posléze publikována institutem.

## Pořádané akce
Při příležitosti rakouského předsednictví v Radě EU v roce 2006 byla v Den Evropy (9. května) započata tradice cyklu Café d’Europe. Měla by zde panovat uvolněná kavárenská atmosféra přispívající ke spontánní diskuzi o evropských politických tématech, integračním procesu a spolupůsobení veřejnosti v EU. K diskuzím a debatám jsou mimo jiné přizváni vynikající přednášející z oblasti politiky, diplomacie a ekonomiky i mladé publikum z řad studentů.
Každoroční Konference evropských regionů a měst (KERS), na kterou se vždy sjíždí zhruba 300 zástupců různých politických a ekonomických subjektů, se týká aktuálních témat s ohledem na budoucí vývoj regionů a měst.
Kromě toho jsou průběžně pořádány různé odborné konference vztahující se k problematice regionální politiky.

## Vědecká činnost
Vědecký výzkum spočívá především v analýzách regionální a lokální historie, volebních průzkumů, regionalizace a decentralizace v Evropě.
Magazín Newsregion vychází 4x za rok a přináší informace z aktivit institutu a dění v Evropě.
IRE také každé dva roky publikuje výběr vědeckých rešerší v ročence Jahrbuch für Regionalismus.

## Webové stránky
- institut-ire.eu Archivováno 7. 8. 2020 na Wayback Machine.
- advantageaustria.org